# ۱۷۹۸
۱۷۹۸ (میلادی) هزار و هفتصد و نود و هشتمین سال تقویم میلادی است.

## زادگان
- ۱۹ ژانویه – اگوست کنت، فیلسوف فرانسوی (د. ۱۸۵۷)
- ۲۶ آوریل – اوژن دولاکروا، هنرمند و نقاش فرانسوی (د. ۱۸۶۳)

## درگذشتگان
- ۴ ژوئن – جاکومو کازانووا، نویسنده، شاعر، و کتابدار ایتالیایی (ز. ۱۷۲۵)
- ۲۱ سپتامبر – جرج رید، سیاست‌مدار و وکیل آمریکایی (ز. ۱۷۳۳)
- ۲۱ اوت – جیمز ویلسون، قاضی آمریکایی (ز. ۱۷۴۲)